# St Mary’s and St Peter’s Episcopal Church

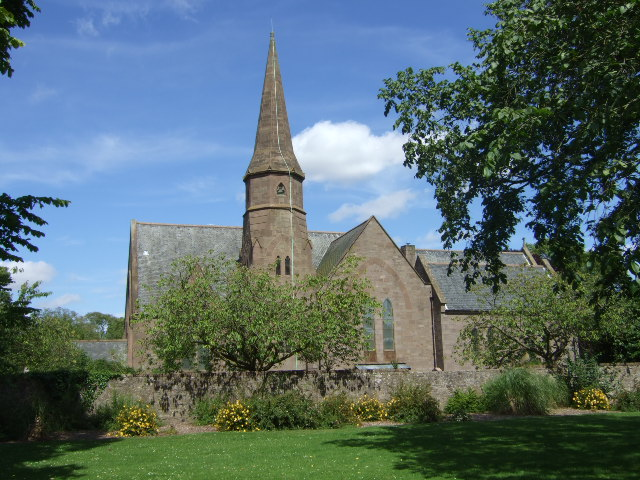
St Mary’s and St Peter’s Episcopal Church

Die St Mary’s and St Peter’s Episcopal Church ist ein Kirchengebäude der Scottish Episcopal Church in der schottischen Kleinstadt Montrose in der Council Area Angus. 1971 wurde das Bauwerk in die schottischen Denkmallisten in der höchsten Denkmalkategorie A aufgenommen.

## Geschichte
Am Standort wurde im Jahre 1724 eine Kirche errichtet. Nach einem verheerenden Brand im Jahre 1857 wurde im Folgejahr das heutige Kirchengebäude nach einem Entwurf des Architekten John Henderson erbaut. 1878 und 1926 wurde der Bau erweitert und 1937 der Eingangsbereich überarbeitet. Mit letzteren Arbeiten wurde Harold Ogle Tarbolton betraut. Aus einer Fusion der Kirchengemeinde mit der Gemeinde der St Mary’s Church ging die heutige St Mary’s and St Peter’s Episcopal Church hervor.

## Beschreibung
Die St Mary’s and St Peter’s Episcopal Church steht an St Peter’s Street am Kopf einer Grünanlage östlich des historischen Stadtzentrums. Die Kreuzkirche ist im Stile der englischen Neogotik ausgestaltet. Ihr Mauerwerk besteht aus rötlichen Sandsteinquadern, die zu einem Schichtenmauerwerk verbaut wurden. Ein spitzbogiges Gesimse bekrönt das Spitzbogenportal an der westlichen Giebelseite. Die schmiedeeisernen Beschläge des zweiflügligen Portals sind ornamentiert. Darüber erstreckt sich ein weites spitzbogiges Maßwerk. In die Giebel des Querschiffs sind gepaarte Lanzettfenster eingelassen. Der Glockenturm ragt vom Innenwinkel auf. Der quadratische Turm mit Strebepfeilern ist oberhalb des zweiten Abschnitts oktogonal fortgeführt und schließt mit einem spitzen Helm. An seinem Fuße findet sich ein weiteres Portal. An der Nordfassade schließt sich die mit Lanzettfenstern ausgeführte Sakristei an. Der Chorgiebel ist mit zwei Spitzbogenfenstern und eine Fensterrose ausgeführt. Der Giebel schließt mit einem kleinen Steinkreuz. Die Dächer sind mit grauem Schiefer eingedeckt.